# Thinora maldivensis
Thinora maldivensis is een garnalensoort uit de familie van de Hippolytidae. De wetenschappelijke naam van de soort is voor het eerst geldig gepubliceerd in 1915 door Borradaile.